# Klein Sachau
Klein Sachau ist ein Ortsteil der Gemeinde Clenze im niedersächsischen Landkreis Lüchow-Dannenberg.
Das Dorf liegt drei Kilometer nordöstlich vom Kernbereich von Clenze und südlich der B 493.

## Geschichte
Für das Jahr 1848 wird angegeben, dass Klein Sachau nach Zeetze eingepfarrt gewesen sei, wo sich auch die Schule befand.
Am 1. Dezember 1910 hatte Klein Sachau 41 Einwohner und war eine eigenständige Gemeinde im Kreis Lüchow.